# Senafe
Senafe albo Senafie – miasto w Erytrei; liczy 6192 mieszkańców (2007). Zamieszkane przez lud Saho.